# Alain-Philippe Segonds
Alain-Philippe Segonds (* 1. August 1942 in Paris; † 2. Mai 2011 ebenda) war ein französischer Klassischer Philologe, Philosophie- und Wissenschaftshistoriker sowie Verleger.
Nach dem Besuch des Lycée Chaptal in Paris von 1959 bis 1961 studierte Segonds von 1962 bis 1965 Klassische Philologie an der Pariser Universität Sorbonne und anschließend an der École Pratique des Hautes Études, wo er unter anderem 1964 noch die letzte Vorlesung von Alexandre Koyré hörte und von 1966 an Seminare bei André-Jean Festugière zum neuplatonischen Philosophen Proklos besuchte. In der Folgezeit hat er vorwiegend als Herausgeber und Übersetzer philosophiehistorischer Werke gearbeitet, unter anderem der neuplatonischen Philosophen Porphyrios, Proklos, Marinos und Iamblich sowie von Johannes Kepler, Tycho Brahe, Giordano Bruno und Nikolaus Kopernikus. Segonds war als chercheur am Centre National de la Recherche Scientifique (CNRS) und von 1988 an auch als Verlagsleiter bei Les Belles Lettres tätig. Eine Festschrift zu seinem Gedenken erschien unter dem Titel Omnia in uno (Paris 2012).

## Schriften (Auswahl)
Textkritische Editionen und Übersetzungen neuplatonischer Philosophen
- Porphyre de Tyr, Vie de Pythagore. Lettre à Marcella; éd. et tr. Édouard des Places. Fragments de "L’histoire de la philosophie"; éd. et tr. Alain-Philippe Segonds. Les Belles Lettres, Paris 1982. (Collection des Universités de France). ISBN 978-2-251-00361-0.
- Proclus, Sur le Premier Alcibiade de Platon; éd. et trad. par Alain-Philippe Segonds. 2 Bände, Les Belles Lettres, Paris 1985–1986.
- Anonymus, Prolégomènes à la philosophie de Platon; éd. et trad. Jean Trouillard et Alain-Philippe Segonds. Les Belles Lettres, Paris 2003, 1ère éd. 1990 (Collection des universités de France, Série grecque). ISBN 978-2-251-00412-9.
- Porphyre de Tyr, De l'abstinence. Tome 3, Livre IV; éd. et tr. M. Patillon, Alain-Philippe Segonds et Luc Brisson. Les Belles Lettres, Paris 1995. (Collection des Universités de France). ISBN 978-2-251-00444-0.
- Jamblique, Vie de Pythagore; trad. Alain-Philippe Segonds et Luc Brisson. Les Belles Lettres, Paris 1996. (La roue à livres, 29). ISBN 978-2-251-33924-5.
- Porphyre de Tyr, Isagoge; textes grecs et latins, tr. par Alain de Libera et Alain-Philippe Segonds. J. Vrin, Paris 1998. (Sic et non). ISBN 978-2-7116-1344-1.
- Marinus, Proclus ou sur le bonheur; éd. et tr. par Henri-Dominique Saffrey et Alain-Philippe Segonds. Paris: les Belles Lettres, 2001. (Collection des Universités de France). Clxxvi-236 S. ISBN 978-2-251-00496-9.
- Proclus, Commentaire sur le Parménide de Platon; éd. et tr. Alain-Philippe Segonds et Concetta Luna. 6 Bände. Les Belles Lettres, Paris 2007–2017.
- Porphyre, Lettre à Anébon. Texte établi, traduit et commenté par Henri-Dominique Saffrey et Alain-Philippe Segonds. Paris: les Belles Lettres, 2012. (Collection des Universités de France). cxix-92 S. ISBN 978-2-251-00576-8.
- Jamblique, Réponse à Porphyre (De mysteriis). Texte établi, traduit et annoté par Henri-Dominique Saffrey et Alain-Philippe Segonds. Paris: les Belles Lettres, 2013. (Collection des Universités de France). clvi-364 S. ISBN 978-2-251-00580-5.

Herausgeberschaft
- mit Carlos Steel (Hrsg.): Proclus et la Théologie Platonicienne. University Press, Louvain 2000, ISBN 90-5867-020-1

Autoren der Renaissance
- Kepler, Le secret du monde, tr. Alain-Philippe Segonds. Paris: les Belles Lettres, 1984. (Science et humanisme). ISBN 978-2-251-34501-7.
- Tycho Brahe, Sur une étoile nouvelle, tr. Alain-Philippe Segonds, in: Jean-Pierre Verdet, éd., Astronomie et astrophysique (textes essentiels), Paris: Flammarion, 1993, S. 239–270.
- Giordano Bruno, Œuvres complètes. Vol. 8, Le Procès; texte et trad. par Alain-Philippe Segonds. Paris: les Belles Lettres, 2000. ISBN 978-2-251-34452-2.
- La guerre des astronomes. La querelle au sujet de l'origine du système géo-héliocentrique à la fin du XVIe siècle. Vol. 1, Introduction; par Nicholas Jardine et Alain-Philippe Segonds. Paris: Les Belles Lettres, 2008. (Science et humanisme). ISBN 978-2-251-34513-0.
- La guerre des astronomes. La querelle au sujet de l'origine du système géo-héliocentrique à la fin du XVIe siècle. Vol. 2, Le Contra Ursum de Kepler; par Nicholas Jardine et Alain-Philippe Segonds. Paris: Les Belles Lettres, 2008. (Science et humanisme). ISBN 978-2-251-34512-3.
- Copernic, De revolutionibus orbium coelestium / Des révolutions des orbes célestes; éd. critique bilingue sous la direction de Michel-Pierre Lerner, Alain-Philippe Segonds, Jean-Pierre Verdet. 3 Bände. Paris: Les Belles Lettres, 2015. (Sciences et humanisme). ISBN 978-2-251-34514-7.